# Free For All (álbum de Bullangus)
Free For All es el segundo y último álbum de estudio de la banda estadounidense de Hard rock, Bullangus.

## Listado de canciones
- Lone Stranger  - 6:49
- City Boy  - 6:50
- Loving Till End  - 5:40
- Savoy Truffle  - 3:20
- Drivin' Me Wild -  4:43
- (We're The) Children of Our Dreams  - 5:34
- Train Woman Lee -  5:45